# Gustave Ador
Gustave Ador, né le 23 décembre 1845 à Cologny et décédé le 31 mars 1928 à Genève, est un homme politique suisse, membre du Parti libéral.
Il représente son canton aussi bien au Conseil national qu'au Conseil des États. De 1917 à 1919, il est membre du Conseil fédéral et où il est responsable en grande partie de l'installation du siège principal de la Société des Nations (SDN) à Genève. Par ailleurs, de 1910 à sa mort, il exerce la fonction de président du Comité international de la Croix-Rouge (CICR).

## Biographie

### Jeunesse
Fils de Louis, directeur d'une banque commerciale, et de Constance Paccard (fille de David-Marc Paccard), il voit le jour en décembre 1845 dans une riche famille de Genève. Pendant ses études, il est membre de la société des étudiants de Zofingue. À l'âge de 23 ans, en 1868, il termine ses études de philologie et de jurisprudence avec une licence en droit et donc la capacité d'exercer le métier d'avocat.

### Carrière genevoise
Il est conseiller municipal de Cologny de 1870 à 1878, maire de cette même commune de 1878 à 1879 et de 1882 à 1885. L'interruption est due au fait que la fonction de maire d'une commune est incompatible avec celle de conseiller d'État.
En 1874, Ador est élu comme candidat de la droite libérale-conservatrice (noyau du futur Parti libéral suisse) au Grand Conseil du canton de Genève et garde son siège jusqu'en 1915. Il est en outre membre du Conseil d'État, le gouvernement cantonal, de 1879 à 1880 puis de 1885 à 1897. En tant que responsable du département des finances, il est considéré comme un grand connaisseur de cette thématique et applique une politique budgétaire rigoureuse.

### Carrière suisse
La politique nationale de la Suisse est marquée par le passage de Ador. C'est ainsi qu'il est membre du Conseil des États de 1878 à 1880 puis du Conseil national de 1889 à 1917. On lui suggère alors plusieurs fois d'être candidat au Conseil fédéral. En tant que membre d'un groupe minoritaire de l'Assemblée fédérale (parlement), Ador rejette cette idée. Mais lorsqu'en 1917 le conseiller fédéral Arthur Hoffmann se retire à la suite d'une affaire de politique extérieure, Ador est élu au Conseil fédéral, à l'âge de 72 ans, par 168 voix sur 192 (45e conseiller fédéral de l'histoire[réf. nécessaire]). Il n'est pas choisi sur la base de son appartenance partisane mais sur sa compétence. Durant son mandat de deux ans et demi, il dirige durant l'année 1917 le département politique (affaires étrangères) puis, de 1918 à 1919, le département de l'intérieur. Élu le 12 décembre 1918, il devient président de la Confédération.
Ador développe de multiples activités diplomatiques : il soutient au mieux l'idée formulée par Woodrow Wilson d'une Société des Nations contrairement aux traditions suisses. Durant ses fonctions de président de la Confédération, il se rend par deux fois à Paris en 1919 pour participer à la conférence de Versailles. Grâce à son engagement, Genève devient le siège principal de la nouvelle SDN. Il obtient également l'adhésion de la Suisse à cette dernière et la confirmation du statut de neutralité particulier de la Suisse.
Fin 1919, il se retire du Conseil fédéral. Ador est à ce jour le seul homme politique libéral qui ait été élu au Conseil fédéral ainsi que le plus âgé à être élu.

### Carrière internationale

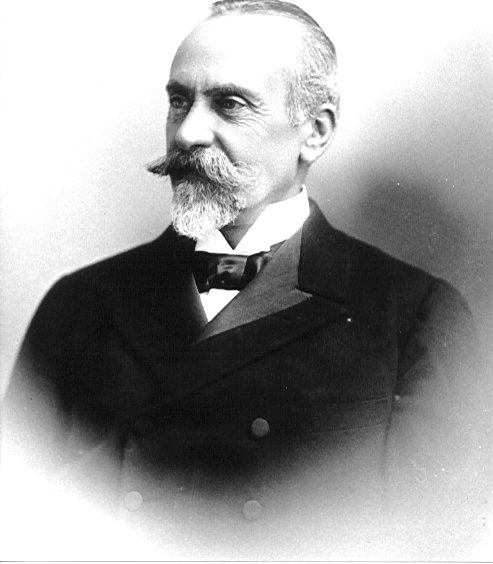
Gustave Ador

Dès 1870, Ador est coopté comme membre du CICR. En 1910, il succède à son oncle, le cofondateur du CICR Gustave Moynier, et devient ainsi le troisième président de l'histoire du comité. Il conserve cette fonction jusqu'à son décès en 1928 et reste donc membre du comité durant 58 ans dont 18 en tant que président.
Durant son mandat, la Première Guerre mondiale place le CICR devant de grands défis. À son initiative, l'Agence internationale des prisonniers de guerre est créée le 15 octobre 1914. Les activités du CICR pendant la guerre conduisent à une amélioration de son image ainsi qu'à une expansion de son autorité et de ses compétences par rapport aux États. En 1917, le CICR reçoit le seul prix Nobel de la paix remis durant les années de guerre. La Fédération des sociétés de la Croix-Rouge est fondée en 1919 en tant qu'organisme de coordination des sociétés de la Croix-Rouge nationales mais, durant les années suivantes, apparaîtront des litiges entre le CICR et la fédération en ce qui concerne l'organisation du mouvement ainsi que la répartition des tâches entre les deux organisations. Ador réussit dans ce contexte à imposer et à renforcer la position particulière du CICR et son exigence de conduite au sein du mouvement.
On décide également en 1923 d'étendre la possibilité d'affiliation au CICR à tous les ressortissants suisses et d'abandonner la restriction antérieure aux seuls citoyens genevois. En outre, en 1925, le protocole d'interdiction d'interdiction de l'utilisation des gaz toxiques ainsi que des armes bactériologiques au cours de conflits est signé.
Après son retrait du Conseil fédéral, il exerce encore différents mandats pour la SDN.

## Héritage
Gustave Ador a atteint une importance internationale comme peu de politiciens suisses l'ont fait. Son appel international fut d'une grande utilité pour son pays après la Première Guerre mondiale. En tant que politicien d'un pays neutre, ses sympathies pour les Alliés lui furent toutefois reprochées.
George Favon lui reproche notamment d'avoir expulsé Pierre Kropotkine de Genève.

## Vie privée
Ador se marie avec Alice Perdonnet, qui meurt en 1908. Ils ont cinq filles et un fils. Puisque ce dernier n'aura pas d'enfants, aucun de ses 34 petits-enfants ne porte son nom.

## Mémoire
Genève lui a intitulé un quai où a été installé son buste. La mairie de Cologny lui a aussi érigé un buste.

## Sources
- (de) Cet article est partiellement ou en totalité issu de l’article de Wikipédia en allemand intitulé « Gustave Ador » (voir la liste des auteurs).